# Chthonic
Chthonic, ibland skrivet ChthoniC eller ChThoniC (kinesiska: 閃靈樂團, Shǎnlíng yuètuán) är ett taiwanesiskt black-metalband. Gruppen bildades 1995 och är mycket berömd i Asien. Deras texter handlar om spöken, onda demoner och förfädernas kamp. De använder ett traditionellt kinesiskt stränginstrument, erhu, förutom de vanliga rockinstrumenten. 
Albumet Seediq bale handlar om ursprungsfolket seediq, vars kultur förbjöds när japanerna koloniserade Taiwan 1895. De förbjöds utöva sina ceremonier och att ha sina ansiktstatueringar. Förtrycket av urinvånarna ledde till Wushemassakern 1930. Enligt legenden hängde sig ledaren Monarudao i en grotta, men vakar som ande över sitt folk. Taiwans regering har hyllat bandet för deras inställning till taiwanesisk historia, men i Kina är deras musik förbjuden.
Bandets sminkning är inspirerat av myten om "de åtta spökgeneralerna" och av den sminkning taiwanesiska präster använder för att kommunicera med andarna.

## Medlemmar
Nuvarande medlemmar
- Freddy Lim (林昶佐) – sång (1995– ), erhu (1999– )
- Doris Yeh (叶湘怡) – basgitarr, bakgrundssång (1999– )
- Jesse Liu (刘笙汇) – gitarr (1999– ), bakgrundssång (2009– )
- Dani Wang (汪子骧) – trummor (2005– )
- CJ Kao (高嘉嵘) – keyboard (2005– )

Tidigare medlemmar
- Terry – trummor (1995–1998)
- Ellis – gitarr (1995–1998)
- Ambrosia – keyboard (1995–2001)
- Man 6 – basgitarr (1996–1997)
- Xiao-Yu – basgitarr (1997–1999)
- Xiao-Wang – trummor (1998–1999)
- Zac Chang – gitarr (1998–1999)
- A-Jay Tsai – trummor (1999–2005)
- Null – gitarr (1999–2000)
- Vivien Chen – keyboard (2001–2002)
- Sheryl – keyboard (2002–2003)
- Luis Wei – keyboard (2003–2004)
- Alexia Lee – keyboard (2004–2005)
- Sunong – erhu (2005–2009)

Bidragande musiker (live)
- Dan Mullins – trummor (2012)
- Sebastian Lanser – trummor (2012)
- Robert Kovačič – trummor (2013)
- Shingo☆ (Shingo Tamaki) – basgitarr (2017)

## Diskografi
Studioalbum
- 祖靈之流 (Where the Ancestors' Souls Gathered) (1999)
- 靈魄之界 (9th Empyrean) (2000)
- 永劫輪迴 (Relentless Recurrence) (2002)
- 賽德克巴萊 (Seediq Bale) (2005)
- 十殿 (Mirror of Retribution) (2009)
- 高砂軍 (Takasago Army) (2011)
- 武德 (Bú-Tik) (2013)
- 失竊千年 (Timeless Sentence) (2014)
- 政治 (Battlefields of Asura) (2018)

Livealbum
- 登基十年 演唱會 (A Decade on the Throne) (2006) (DVD + 2CD)
- 醒靈寺大決戦 (Final Battle At Sing Ling Temple) (2012) (DVD + 2CD)
- 演武 (Ián Bú) (2014) (DVD + 2CD)

EP
- 極惡限戰 (Satan's Horns) (2003)
- 鎮魂護國交響戰歌 (2015)
- 失落的令旗 / Souls of the Revolution (2017)

Singlar
- "UNlimited Taiwan" (2007)
- "Painkiller" (2010)
- "皇軍 (Takao)" (2011)
- "Broken Jade" (2011)
- "Quell The Souls In Sing Ling Temple" (2011)
- "火燒．島 (Set Fire to the Island)" (2012)

Samlingsalbum
- 冥誕七年.加藏 (Relentless for 7 Years, Plus) (2002)
- 鬼脈轉生 帝輪十年經典 (Anthology: A Decade on the Throne) (2006)
- Pandemonium (2007)

Video
- 震氣蔓延 1995～2002 (Spread the Qi 1995 to 2002) (CD) (2003)
- 登基十年 演唱會 / A Decade on the Throne (2CD + DVD) (2006)
- 醒靈寺大決戦 / Final Battle at Sing Ling Temple (2CD + DVD) (2012)
- 演武 / Ián-Bú (2DVD) (2013)

Annat
- Broken Jade 2015 (samarbete: Chthonic / Flesh Juicer / BAZZIK)